# Raiffeisenbank am Dreisessel
Die Raiffeisenbank am Dreisessel eG war eine Genossenschaftsbank mit Sitz in Neureichenau im bayerischen Landkreis Freyung-Grafenau. Zu ihrem Geschäftsgebiet zählten die Gemeinden Neureichenau, Jandelsbrunn und Haidmühle. Im Jahr 2023 fusionierte die Bank mit der Raiffeisenbank Am Goldenen Steig eG zur Raiffeisenbank Goldener Steig - Dreisessel eG.

## Geschäftstätigkeit
Am Markt trat die Bank als Allfinanzanbieter auf. Neben den Bankdienstleistungen unterhielt die Raiffeisenbank am Dreisessel eG auch zwei Baumärkte.